# Liedboek voor de Kerken
Het Liedboek voor de Kerken is een Nederlandse christelijke liedbundel.

## Geschiedenis
Het Liedboek voor de Kerken werd 19 mei 1973 gepresenteerd, als opvolger van de afzonderlijke psalm- en gezangenbundels van de hervormde en gereformeerde Kerken. Het bevat de 150 psalmen in de nieuwe berijming en 491 gezangen. De totstandkoming en uitgave van het liedboek staat onder auspiciën van de Interkerkelijke Stichting voor het Kerklied (ISK).
Bekende gezangdichters van het Liedboek waren Jan Wit, Willem Barnard, Ad den Besten, Klaas Hanzen Heeroma, Jan Willem Schulte Nordholt en Huub Oosterhuis.
Het Liedboek was tot 2013 het meest gebruikte kerkelijk liedboek van een aantal protestantse kerkgenootschappen, met name de Protestantse Kerk in Nederland (PKN) – behoudens de gemeenten van hervormd-gereformeerde signatuur, die gebruikmaken van de (oude) Psalmberijming van 1773 – maar onder meer ook in de Nederlands Gereformeerde Kerken, de Gereformeerde Kerken vrijgemaakt en een aantal Christelijke Gereformeerde Kerken.
In 2013 werd het Liedboek opgevolgd door het nieuwe Liedboek - zingen en bidden in huis en kerk (het "Liedboek 2013").

## Psalmen
De psalmen zijn voor dit liedboek nieuw berijmd op de in Nederland bekende melodieën van het Geneefse Psalter (zie daar voor een overzicht van alle dichters). De psalmberijming wordt in de volksmond de "nieuwe berijming" genoemd, ter onderscheiding van de "oude berijming" uit 1773. In enkele kerken worden beide berijmingen naast elkaar gebruikt.

## Gezangen
De gezangen in het liedboek zijn ingedeeld op categorie: 
- 1 - 115: Bijbelliederen
- 116 - 130: Adventsliederen
- 131 - 155: Kerstmisliederen
- 156 - 171: Epifaniëntijd
- 172 - 195: Tijd vóór Pasen
- 196 - 225: Pasen
- 226 - 235: Hemelvaart
- 236 - 252: Pinksteren
- 253 - 259: Trinitatis
- 260 - 302: Koninkrijk Gods
- 303 - 330: Kerk
- 331 - 366: Belijdenis, doop en avondmaal
- 367 - 369: Huwelijk
- 370 - 395: Ochtend en avond
- 396 - 398: Jaarwisseling
- 399 - 491: Andere liederen

## Andere bundels
Na verloop van jaren werd de behoefte groter om nieuwe liederen aan het Liedboek toe te voegen. Omdat veel kerken het bezwaarlijk vonden hun stapel Liedboeken telkens te moeten vervangen, werden de nieuwe liederen niet per nieuwe druk toegevoegd.
De Interkerkelijke Stichting voor het Kerklied kwam in de periode 1981-2004 met de serie Zingend Geloven bestaande uit acht delen. Zij probeerde hiermee om het maken van nieuwe liederen te stimuleren. In reactie op de groeiende behoefte nieuwe liederen in de gemeente te gebruiken bracht de ISK in 2005 de bundel Tussentijds uit. Dit is een aanvulling van 217 liederen op het Liedboek uit 1973, maar wordt lang niet in iedere gemeente gebruikt waar wel uit het liedboek gezongen werd.
Door het Evangelisch Werkverband is in 1999 de Evangelische Liedbundel uitgebracht die inmiddels bij veel gemeenten in gebruik is. Daarnaast adopteerden veel gemeenten de bundel Opwekkingsliederen of een andere liedbundel als aanvulling op de liederen uit het Liedboek.
De Gereformeerde Kerken vrijgemaakt hebben een variant van het Liedboek voor de Kerken, waarin een lijst is opgenomen met liederen die volgens deze kerk Bijbelgetrouw zijn. De overige liederen staan wel in de bundel, maar worden doorgaans niet gezongen in kerkdiensten. Deze variant kenmerkt zich door een donkergroene in plaats van donkerrode kaft.

## Liedboek - zingen en bidden in huis en kerk
In 2007 werd door de generale synode van de PKN unaniem besloten tot de ontwikkeling van een nieuw liedboek. Op 31 oktober 2009 werd op een bijeenkomst van het ISK in de Nicolaïkerk te Utrecht bekendgemaakt dat het de titel Liedboek - zingen en bidden in huis en kerk zou gaan dragen. Dit liedboek werd op 25 mei 2013 officieel gepresenteerd.